# Hu Xuefeng
Hu Xuefeng (胡雪峰S, Hú XuěfēngP; Changshu, 14 gennaio 1980) è un ex cestista cinese.

## Carriera
Con la Cina ha disputato i Campionati asiatici del 2009.